# Tekiya

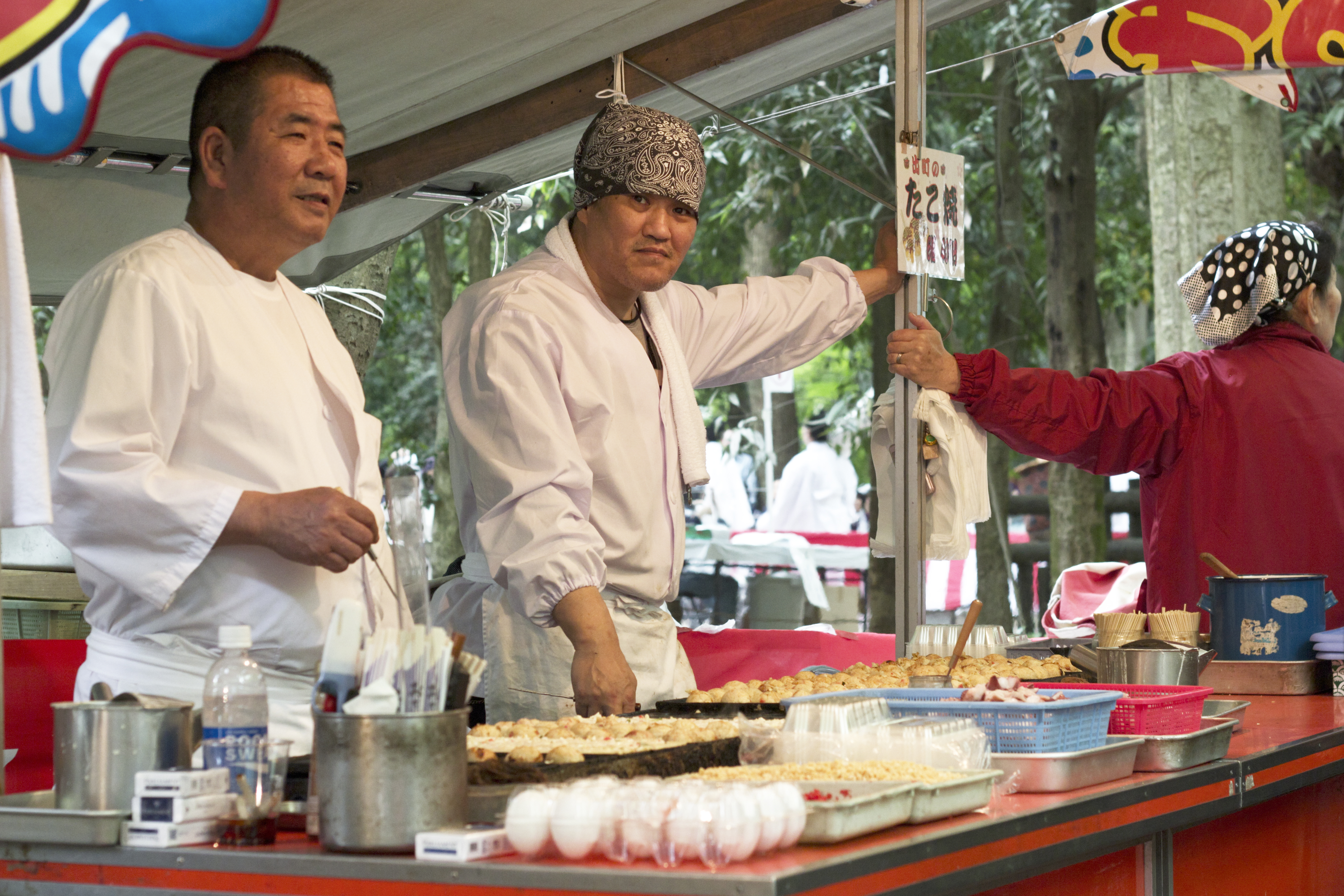
Tekiyas en los terrenos del Santuario Shimogamo en Kioto.

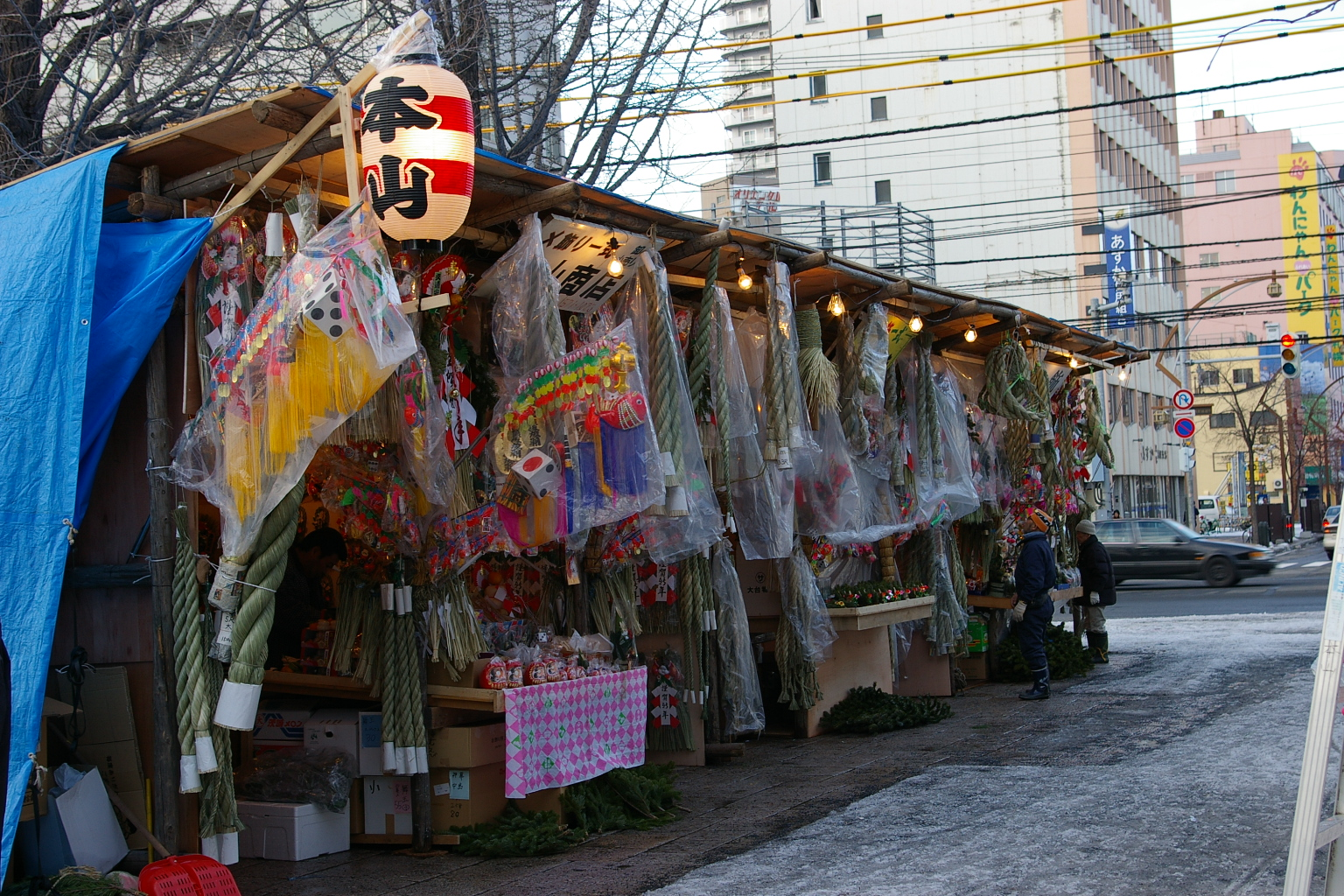
Tekiyas vendiendo talismanes y adornos.

Los tekiya (en japonés: 的屋 o テキ屋; «vendedores ambulantes») son comerciantes japoneses itinerantes que, junto con los bakuto («jugadores» o «apostadores»), fueron los predecesores históricos de la yakuza moderna.
Los tekiya, que aparecen por primera vez a principios del siglo XVIII junto con los bakuto, viajaban por el campo, instalando puestos portátiles en mercados y festivales.
A medida que los tekiya comenzaron a formar grupos organizados, se sentaron las bases para la yakuza de hoy en día. Los tekiya vivían de acuerdo con códigos estrictos y sus bandas usaban el sistema de jefes, subordinados y seguidores del sistema oyabun-kobun. A diferencia de los bakuto (el juego era y sigue siendo ilegal en Japón), la línea de trabajo de los tekiya era generalmente honesta. Pero también se involucraron en actividades ilícitas, como actividades de protección y guerras de bandas. Además, su estilo de vida itinerante a menudo atraía a fugitivos a unirse a sus filas.
Aunque las líneas que diferenciaban a los tekiya y los bakuto se han difuminado con la aparición de la yakuza japonesa moderna en el siglo XX, muchos de los yakuza actuales todavía se identifican con un grupo por sobre el otro.